# البلدان المنخفضة

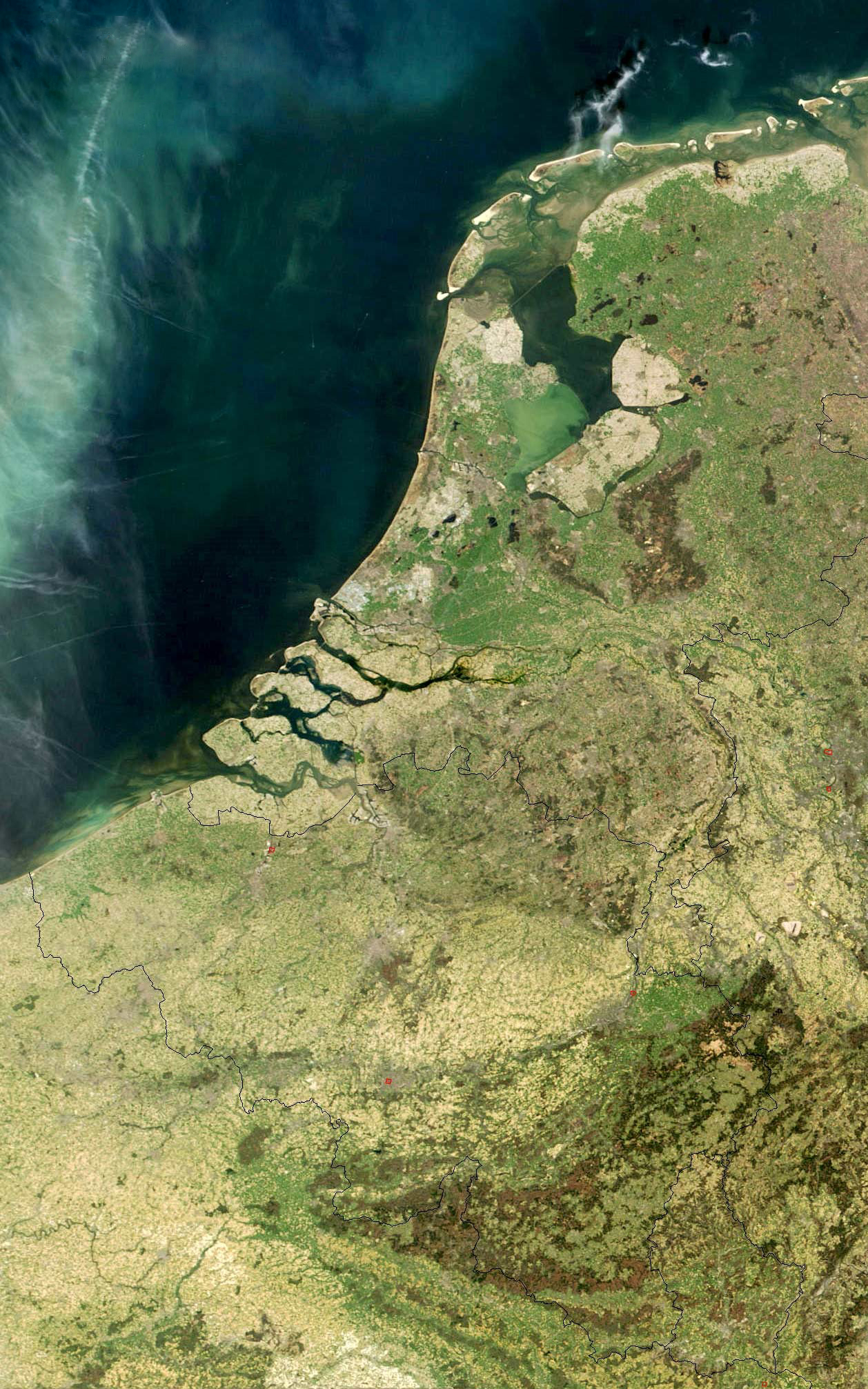
البلدان المنخفضة مرئية من الفضاء.

البلدان المنخفضة (بالهولندية: De Lage Landen) هي الأراضي التاريخية حول الدلتا المنخفضة لأنهار الراين وسخيلده والميز، وتضم حالياً بلجيكا وهولندا ولوكسمبورغ وأجزاء من شمال فرنسا وغربي ألمانيا. يلائم هذا المصطلح العصور الوسطى المتأخرة وأوروبا الحديثة المبكرة عندما بدأ الحكم المركزي القوي بالتشكل ببطء بينما كان الحكم الإقليمي في أيدي النبلاء أو الأسر النبيلة.
من ناحية جغرافية وتاريخية، تشمل هذه المنطقة أيضًا أجزاءً من فرنسا و ألمانيا، يُذكر منها مثلًا منطقة فلاندرز الفرنسية، وأقاليم شرق فريزيا وكليفه الألمانيّة. خلال القرون الوسطى، جُزِّئت الأراضي المنخفضة إلى عدة مقاطعات ذات حكم شبه ذاتي.
تاريخيًّا، انخرطت الأقاليم التي لا تطلّ على البحر في تحالفات سياسية واقتصادية مع تلك التي تطلّ على البحر لتشكيل اتحادات بين الموانئ والأراضي الداخلية التي امتدّت حتى بلغت أراضي راينلاند الألمانية. لهذا السبب تضم البلدان المنخفضة في الوقت الحاضر بعض المناطق ذات الطبيعة الهضبيّة، مثل لوكسمبورغ وجنوب بلجيكا. ضمن الاتحاد الأوروبي، ما زال يُشار إلى ذلك التجمّع السياسي باسم بنلوكس (اختصار بلجيكا ونيذيرلاند وكسمبورغ).
في زمن الإمبراطورية الرومانية، كان في المنطقة حدود عسكرية ونقطة اتصال بين روما والقبائل الجرمانية. مع انهيار الإمبراطورية الرومانية، شهدت منطقة الأراضي المنخفضة قيام بعض المراكز التجارية المستقلة المبكّرة التي شكّلت إرهاصة النهضة الأوروبية في القرن الثاني عشر. في تلك الفترة، نافست تلك المراكز التجارية شمال إيطاليا التي كانت أكثر منطقة مكتظة بالسكان في أوروبا الغربية. كانت النقابات الحرفيّة والمجالس تدير غالبية المدن، بالإضافة إلى وجود حاكم شكليّ؛ وانتظمت العلاقة مع الحاكم في إطار صارم من القوانين التي حدّدت بدقّة الحقوق والواجبات التي انبغى لكِلا الطرفين الالتزام بها. اعتمدت المنطقة بشكل رئيس على التجارة، والصناعة، وتشجيع حرية تدفّق السِلَع والحِرفيّين. كانت اللغتان الهولندية الفرنسية اللغتين الرئيستين المستخدمتين في الشؤون العامة للمدينة.

## المصطلح
من ناحية تاريخية، جاء مصطلح الأراضي المنخفضة من بلاط حكّام دوقية بورغندي، الذين استخدموا المصطلح الفرنسي les pays de par deçà (الأراضي التي هنا) للإشارة إلى الأراضي المنخفضة، مقابل مصطلح les pays de par delà (الأراضي التي هناك) للإشارة إلى دوقية بورغندي ومقاطعة بورغندي الحرة التي كانت جزءًا مِن أراضيهم ولكنها منفصلة جغرافيًّا عن الأراضي المنخفضة. استعملت الحاكمة ماري من المجر مصطلح les pays de par deça (الأراضي التي هنا) ومصطلح (الأراضي التي في الأسفل) Pays d'Embas الذي تطوّر إلى Pays-Bas الأراضي المنخفضة. في الوقت الحالي يُستخدم المصطلح لينطبق على الحدود السياسية المعاصرة دون أيّ فرق يُذكر بينه ومصطلح بنلوكس.
اسم دولة هولندا «نيذيرلاندز» ذاته له نفس التاريخ والمصدر كاسمٍ لمنطقة الأراضي المنخفضة؛ لأن «نيذير» تعني «منخفض». في اللغة الهولندية نفسها فالمصطلح المعاصر هو De Lage Landen الذي يعني الأراضي المنخفضة، ويشير مصطلح De Nederlanden إلى الأراضي التي وقعت تحت حُكم الملك كارلوس الخامس في القرن السادس عشر، وهي مناطق الأراضي المنخفضة التاريخية، في حين يُشير مصطلح Nederland إلى دولة هولندا. على أيّ حال، فالاسم الرسمي للملكة الهولندية هو Koninkrijk der Nederlanden. وهذا الاسم مشتق من أصول تعود إلى القرن التاسع عشر لاسم المملكة التي ضمّت أجزاءً من دولة بلجيكا الحالية.
في اللغة الهولندية، وإلى حدٍّ ما في اللغة الإنجليزية، يعني مصطح البلدان المنخفضة هولندا وبلجيكا، وأحيانًا هولندا ومقاطعة فلاندرز، أي الإقليم الناطق بالهولندية في شمال بلجيكا. على سبيل المثال، فسباق خيل البلدان المنخفضة، هو حدث رياضي هولندي بلجيكي مشترك.
انفصلت بلجيكا في العام 1830 عن هولندا الشمالية. اتخذت البلد الجديدة لنفسها اسم بلجيكا، وهو الاسم اللاتيني للأراضي المنخفضة، كما كانت تُعرف خلال حرب الثمانين عامًا (1568 – 1648). انقسمت البلدان المنخفضة في تلك الحرب إلى طرفين. كان في الطرف الأول، الأراضي المنخفضة المتحدة التي تمرّدت ضد الملك الإسباني، وفي الطرف الثاني، الأراضي المنخفضة الملكية التي بقيت مناصرةً للملك الإسباني. وضع هذا الانقسام الأسس التي رُسمت بموجبها لاحقًا الحدود السياسية المعاصرة بين دولتَي بلجيكا وهولندا.